# Wiesław Łukaszewski
Wiesław Łukaszewski (ur. 9 września 1940 w Poznaniu, zm. 31 października 2024 w Sopocie) – profesor psychologii, specjalizujący się w psychologii osobowości, psychologii społecznej, psychologii motywacji. Profesor na Uniwersytecie SWPS (Wydział Zamiejscowy w Sopocie i we Wrocławiu).

## Życiorys
W 1964 ukończył studia pedagogiczne na Uniwersytecie Wrocławskim, w 1972 obronił na Uniwersytecie Warszawskim pracę doktorską, a habilitację w 1974 na Uniwersytecie Wrocławskim, od 1987 profesor nauk humanistycznych.
Wykładał w Dolnośląskiej Szkole Wyższej Edukacji Towarzystwa Wiedzy Powszechnej we Wrocławiu, Uniwersytecie Wrocławskim (Wydział Nauk Historycznych i Pedagogicznych, Instytut Psychologii), Uniwersytecie Opolskim (Wydział Historyczno-Pedagogiczny, Instytut Psychologii). Był członkiem Komitetu Nauk Psychologicznych PAN (pełnił w nim funkcję członka prezydium). Był członkiem redakcji czasopism naukowych: „Czasopisma Psychologicznego”', „Przeglądu Psychologicznego” oraz „Kwartalnika Psychologii Rozwojowej”; współpracował z redakcją miesięcznika „Charaktery”.

## Ważniejsze publikacje książkowe
- Ocena działania a wykonywanie nowych zadań, Wydawnictwo Ossolineum, Wrocław 1970
- Osobowość: Struktura i funkcje regulacyjne, Wydawnictwo Naukowe PWN, Warszawa 1974
- Struktura ja a działanie w sytuacjach zadaniowych. Empiryczne studium nad funkcjami regulacyjnymi osobowości., Wydawnictwo UWR, Wrocław 1982
- Szanse rozwoju osobowości, Wydawnictwo KIW, Warszawa 1984
- Wielkie pytania psychologii, Gdańskie Wydawnictwo Psychologiczne, Gdańsk 2003
- Wytrwałość w działaniu (wraz z Magdaleną Marszał Wiśniewską), Gdańskie Wydawnictwo Psychologiczne, Gdańsk 2009
- „Pięknie się różnić”, Smak Słowa, 2019